# Holzhausen (Greifenstein)
Holzhausen is een plaats in de Duitse gemeente Greifenstein (Hessen), deelstaat Hessen, en telt 1003 inwoners (2007).

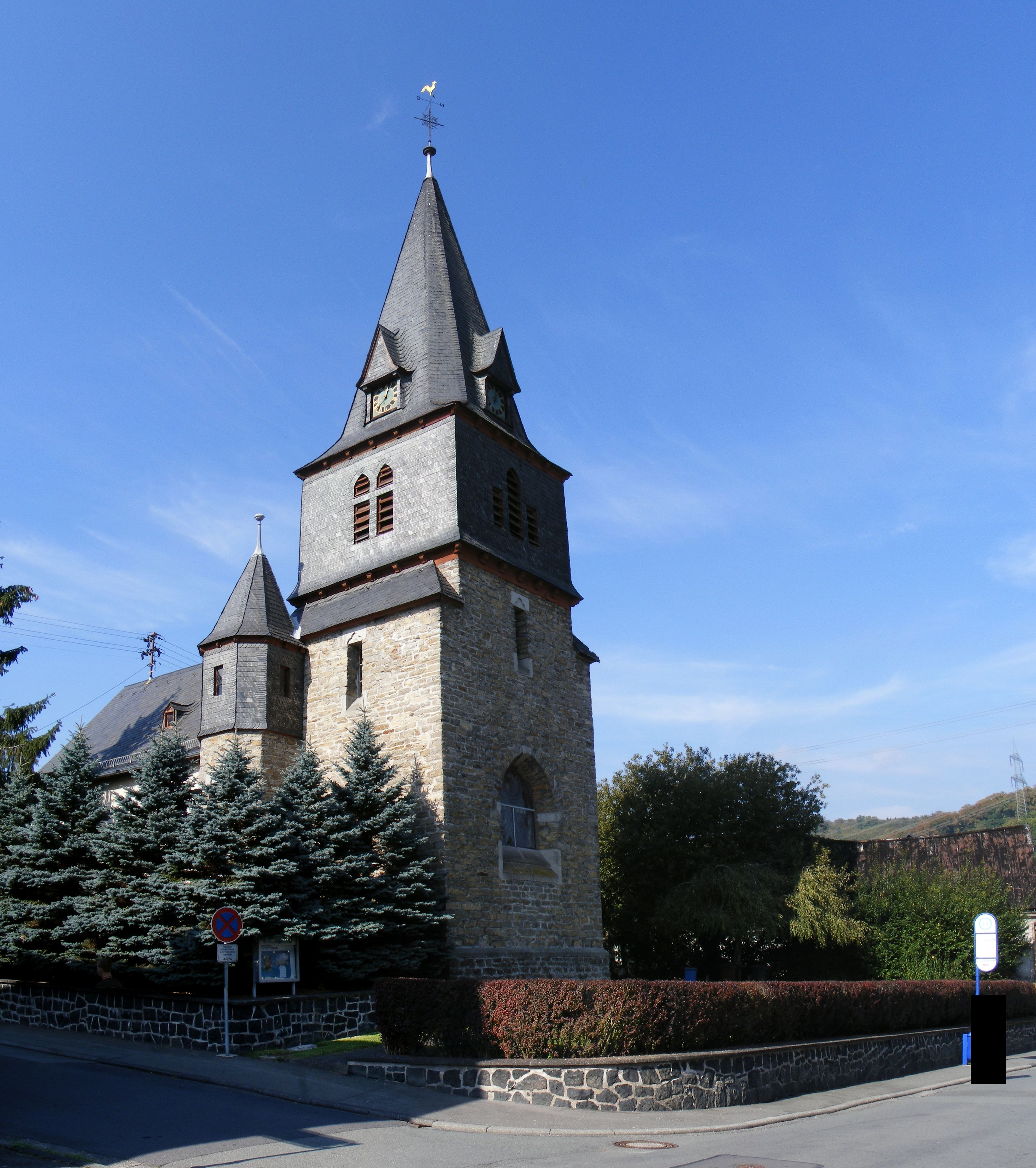
Evangelische kerk, 2011.
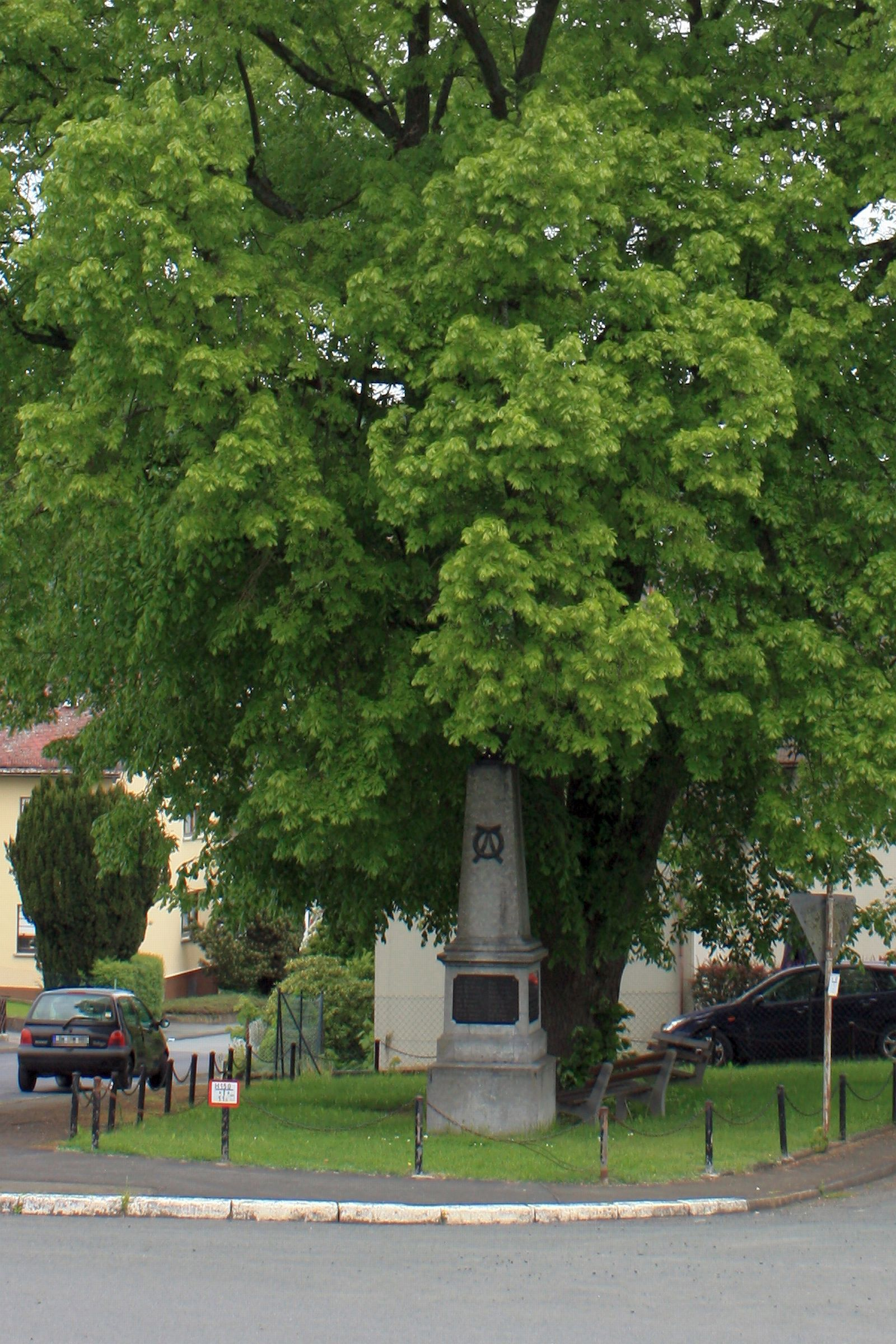
Oorlogsmonument, 2009.
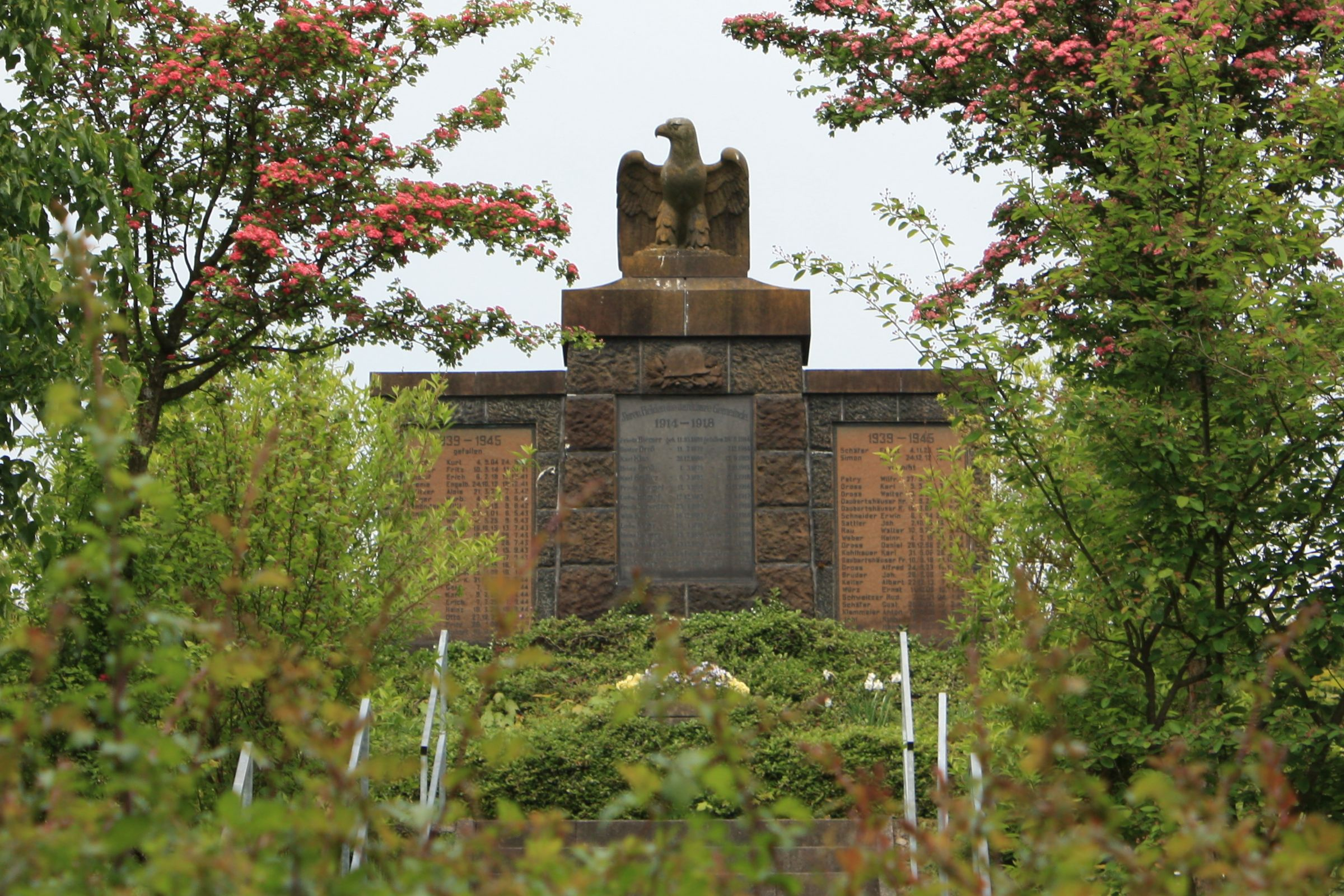
Oorlogsmonument, 2009.
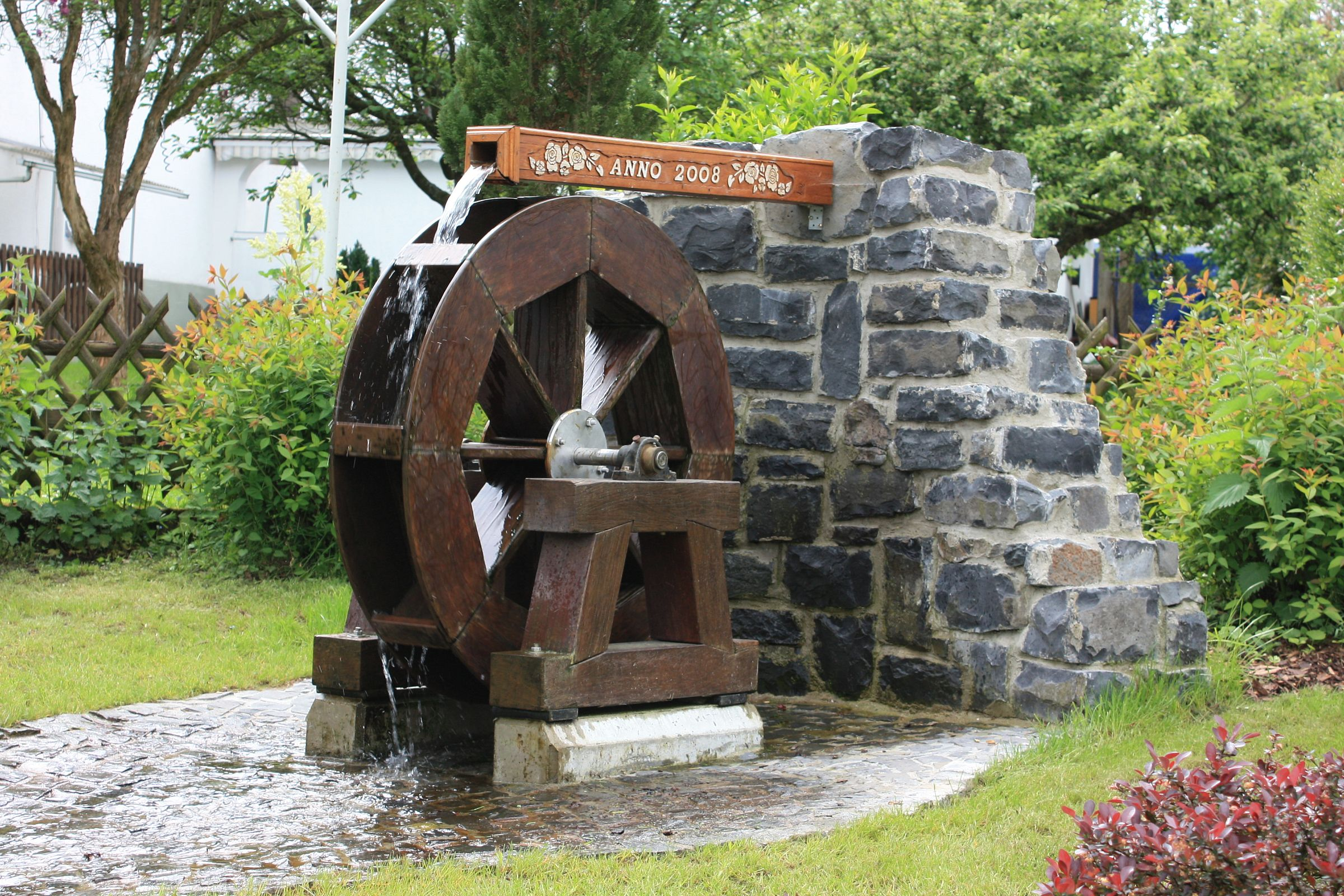
Waterput, 2009.
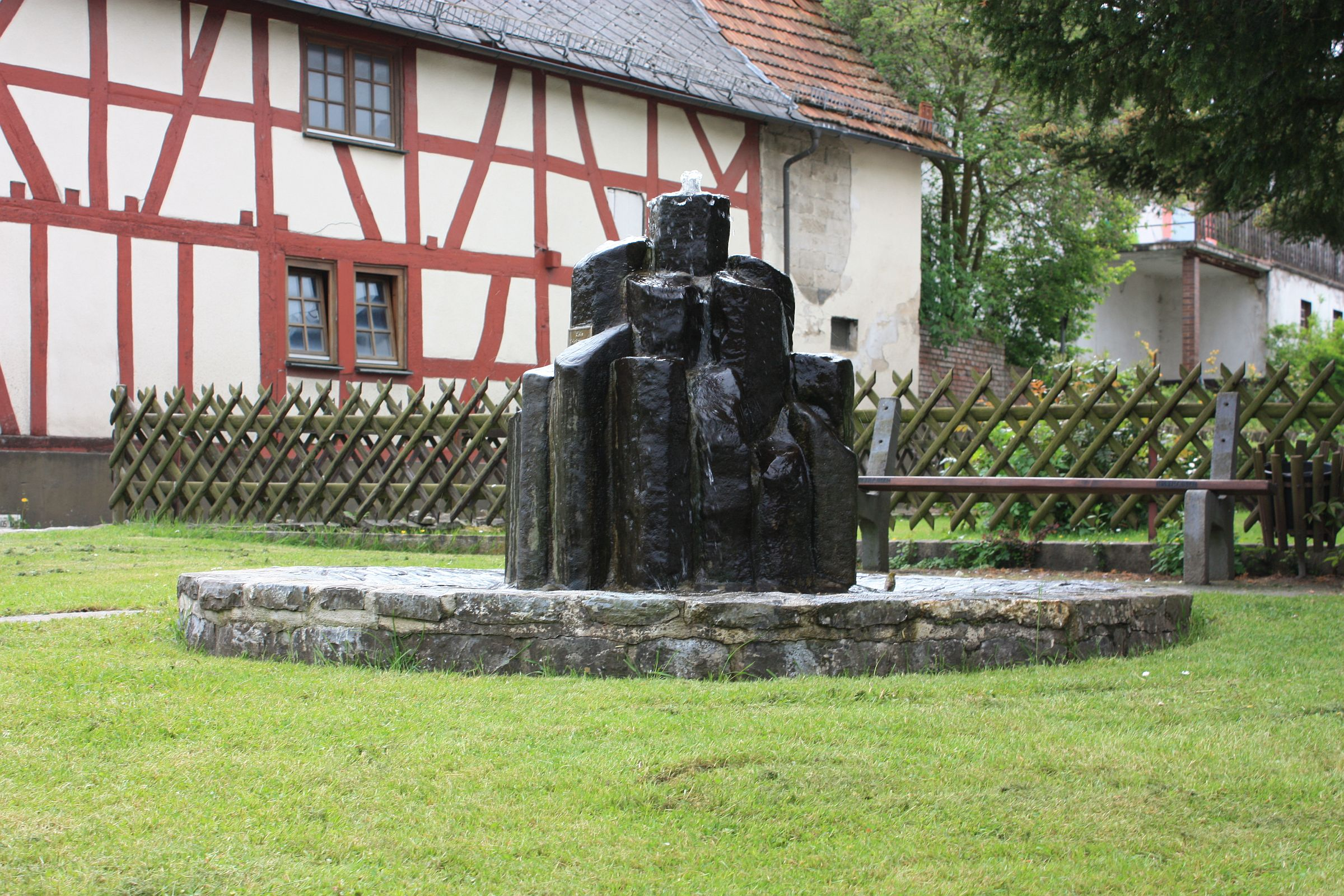
Waterput, 2009.
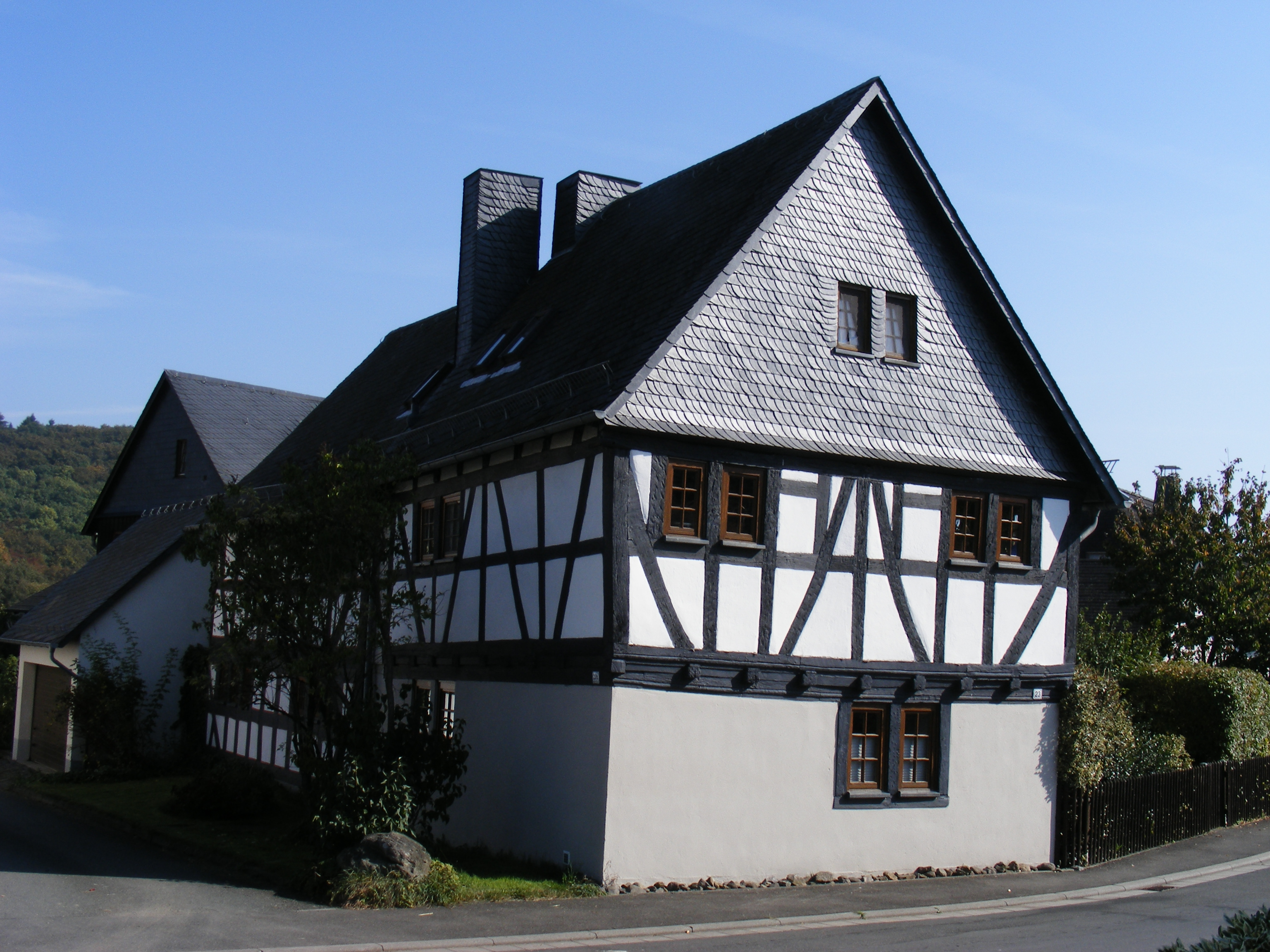
Vakwerkhuizen, 2011.